# Deutsche Leichtathletik-Hallenmeisterschaften 2023
Die 70. Deutschen Leichtathletik-Hallenmeisterschaften wurden am 18. und 19. Februar 2023 wie bereits die Meisterschaften des Jahres 2021 in der Helmut-Körnig-Halle in Dortmund ausgetragen.
Die Meister in den Langstaffeln (3 × 1000 m bei den Männern und 3 × 800 m bei den Frauen) wurden am 25. Februar im Rahmen der Deutschen Jugendhallenmeisterschaften, die ebenfalls in Dortmund stattfanden, ermittelt.
Die ausgelagerten Meisterschaften in den Hallen-Mehrkämpfen wurden am 21. und 22. Januar 2023 in Leverkusen ausgetragen.
Erstmals gab es auch Deutsche Meisterschaften im Winterwurf bei den Aktiven. Bisher wurden diese Meisterschaften nur in den Jugendklassen und bei den Senioren ausgetragen. Darunter fallen die drei Wurfdisziplinen Speerwurf, Diskuswurf und Hammerwurf, welche wegen der hohen und weiten Flugbahn der Wurfgeräte nicht in der Halle ausgeübt werden können. Dieser Wettbewerb fand am 25. und 26. Februar in Halle an der Saale statt.
Auch wenn der Winterwurf nicht in der Halle durchgeführt wird, gehört er in der Sichtweise vieler Leichtathleten zu den Winterdisziplinen und wird deshalb in den unten stehenden Ergebnislisten mit aufgeführt.

## Medaillengewinner

### Männer
| Disziplin               | Gold                                                                            | Leistung    | Silber                                                                | Leistung       | Bronze                                                                     | Leistung    |
| ----------------------- | ------------------------------------------------------------------------------- | ----------- | --------------------------------------------------------------------- | -------------- | -------------------------------------------------------------------------- | ----------- |
| 60 m                    | Aleksandar Askovic (LG Stadtwerke München)                                      | 6,56 s      | Robin Ganter (MTG Mannheim)                                           | 6,65 s         | Philipp Corucle (VfB Stuttgart)                                            | 6,66 s      |
| 200 m                   | Robin Ganter (MTG Mannheim)                                                     | 21,19 s     | Jonas Hügen (LG Stadtwerke München)                                   | 21,39 s        | Eddie Reddemann (TSV Bayer 04 Leverkusen)                                  | 21,53 s     |
| 400 m                   | Marvin Schlegel (LAC Erdgas Chemnitz)                                           | 46,25 s     | Marc Koch (LG Nord Berlin)                                            | 47,04 s        | Kevin Joite (Dresdner SC)                                                  | 47,38 s     |
| 800 m                   | Marius Probst (TV Wattenscheid 01)                                              | 1:50,75 min | Tim Holzapfel (Unterländer LG)                                        | 1:51,43 min    | Adrian Engstler (TV Villingen)                                             | 1:51,46 min |
| 1500 m                  | Amos Bartelsmeyer (Eintracht Frankfurt)                                         | 3:47,38 min | Christoph Kessler (LG Region Karlsruhe)                               | 3:48,21 min    | Maximilian Thorwirth (SFD 75 Düsseldorf-Süd)                               | 3:48,26 min |
| 3000 m                  | Nils Voigt (TV Wattenscheid 01)                                                 | 7:56,80 min | Marius Probst (TV Wattenscheid 01)                                    | 8:01,10 min    | Velten Schneider (VfL Sindelfingen)                                        | 8:04,70 min |
| 60 m Hürden             | Tim Eikermann (TSV Bayer 04 Leverkusen)                                         | 7,63 s      | Manuel Mordi (Hamburger SV)                                           | 7,70 s         | Gregory Minoue (TV Angermund)                                              | 7,80 s      |
| 4 × 200 m Staffel       | LG Stadtwerke MünchenJonas Hügen Yannick Wolf Vincente Graiani Samuel Werdecker | 1:25,43 min | MTG MannheimRobin Ganter Patrick Domogala Timo Lange Jonas Kriesamer  | 1:26,27 min    | Hamburger SVManuel Mordi Matti Wellm Paul Erdle Moritz Mainka              | 1:27,66 min |
| 3 × 1000 m Staffel      | TV Wattenscheid 01Constantin Feist Maximilian Feist Marius Probst               | 7:09,91 min | LG farbtex NordschwarzwaldHenri Hansert Timo Benitz Jens Mergenthaler | 7:16,44 min    | LG Region KarlsruheAlexander Kessler Felix Wammetsberger Christoph Kessler | 7:19,77 min |
| Hochsprung              | Tobias Potye (LG Stadtwerke München)                                            | 2,28 m      | Jonas Wagner (Dresdner SC)                                            | 2,26 m         | Julien Pohl (SC Potsdam)                                                   | 2,10 m      |
| Stabhochsprung          | Torben Blech (TSV Bayer 04 Leverkusen)                                          | 5,72 m      | nicht vergeben                                                        | nicht vergeben | Raphael Holzdeppe (LAZ Zweibrücken)                                        | 5,52 m      |
| Stabhochsprung          | Bo Kanda Lita Baehre (TSV Bayer 04 Leverkusen)                                  | 5,72 m      | nicht vergeben                                                        | nicht vergeben | Raphael Holzdeppe (LAZ Zweibrücken)                                        | 5,52 m      |
| Weitsprung              | Simon Batz (MTG Mannheim)                                                       | 7,86 m      | Max Heß (LAC Erdgas Chemnitz)                                         | 7,76 m         | Luka Herden (LG Brillux Münster)                                           | 7,72 m      |
| Dreisprung              | Max Heß (LAC Erdgas Chemnitz)                                                   | 16,73 m     | Joel Kuluki (LBV Phönix Lübeck)                                       | 15,17 m        | Pascal Boden (Dresdner SC)                                                 | 15,14 m     |
| Kugelstoßen             | Simon Bayer (VfL Sindelfingen)                                                  | 20,20 m     | Christian Zimmermann (Kirchheimer SC)                                 | 19,43 m        | Silas Ristl (LAC Essingen)                                                 | 19,31 m     |
| Siebenkampf             | Nico Beckers (LAV Bayer Uerdingen/Dormagen)                                     | 5807 Punkte | Marvin Bollinger (SV Halle)                                           | 5759 Punkte    | Fynn Hülsiggensen (Hannover 96)                                            | 5379 Punkte |
| Diskuswurf (Winterwurf) | Daniel Jasinski (TV Wattenscheid 01)                                            | 66,75 m     | Mika Sosna (TSG Bergedorf)                                            | 65,57 m        | Marius Karges (Eintracht Frankfurt)                                        | 62,43 m     |
| Hammerwurf (Winterwurf) | Merlin Hummel (UAC Kulmbach)                                                    | 74,24 m     | Sören Klose (Eintracht Frankfurt)                                     | 70,10 m        | Christoph Gleixner (Eintracht Frankfurt)                                   | 66,63 m     |
| Speerwurf (Winterwurf)  | Niklas Sagawe (Polizei SV Eutin)                                                | 73,03 m     | Casimir Matterne (Hannover 96)                                        | 70,73 m        | Nico Rensmann (TSV Bayer 04 Leverkusen)                                    | 70,51 m     |

### Frauen
| Disziplin               | Gold                                                                                    | Leistung    | Silber                                                               | Leistung    | Bronze                                                                                   | Leistung       |
| ----------------------- | --------------------------------------------------------------------------------------- | ----------- | -------------------------------------------------------------------- | ----------- | ---------------------------------------------------------------------------------------- | -------------- |
| 60 m                    | Gina Lückenkemper (SCC Berlin)                                                          | 7,17 s      | Lisa Mayer (Sprintteam Wetzlar)                                      | 7,21 s      | Alexandra Burghardt (SV Wacker Burghausen)                                               | 7,22 s         |
| 200 m                   | Louise Wieland (Hamburger SV)                                                           | 23,51 s     | Jessica-Bianca Wessolly (VfL Sindelfingen)                           | 23,68 s     | Alisha Zwergel (Eintracht Frankfurt)                                                     | 24,23 s        |
| 400 m                   | Skadi Schier (SCC Berlin)                                                               | 52,93 s     | Elisa Lechleitner (LAZ Ludwigsburg)                                  | 52,99 s     | Laura Müller (SV GO! Saar 05)                                                            | 53,41 s        |
| 800 m                   | Jolanda Kallabis (FT 1844 Freiburg)                                                     | 2:03,71 min | Majtie Kolberg (LG Kreis Ahrweiler)                                  | 2:04,39 min | Laura Wilhelm (LAV Tübingen)                                                             | 2:06,06 min    |
| 1500 m                  | Katharina Trost (LG Stadtwerke München)                                                 | 4:11,87 min | Nele Weßel (Eintracht Frankfurt)                                     | 4:14,33 min | Vera Coutellier (ASV Köln)                                                               | 4:14,54 min    |
| 3000 m                  | Konstanze Klosterhalfen (TSV Bayer 04 Leverkusen)                                       | 8:34,89 min | Hanna Klein (LAV Tübingen)                                           | 8:36,83 min | Lea Meyer (TSV Bayer 04 Leverkusen)                                                      | 8:50,83 min    |
| 60 m Hürden             | Monika Zapalska (TV Wattenscheid 01)                                                    | 8,10 s      | Marlene Meier (TSV Bayer 04 Leverkusen)                              | 8,15 s      | Cindy Roleder (SV Halle)                                                                 | 8,17 s         |
| 4 × 200 m Staffel       | LG Stadtwerke MünchenViola John Tina Benzinger Hannah Fleischmann Amelie-Sophie Lederer | 1:36,21 min | SCC BerlinLeonie Kluwig Skadi Schier Michelle Janiak Alica Schmidt   | 1:36,28 min | VfL SindelfingenJessica-Bianca Wessolly Pia Ringhoffer Lisa Sophie Hartmann Melanie Böhm | 1:36,43 min    |
| 3 × 800 m Staffel       | ASV KölnKim Uhlendorf Inken Terjung Vera Coutellier                                     | 6:30,90 min | StG ATK-Königstein-Groß GerauMarie Burchard Sophia Wolf Lara Tortell | 6:31,37 min | VfL Eintracht HannoverJana Schlüsche Marie Pröpsting Anne Gebauer                        | 6:40,57 min    |
| Hochsprung              | Christina Honsel (TV Wattenscheid 01)                                                   | 1,88 m      | Johanna Göring (SV Salamander Kornwestheim)                          | 1,86 m      | Blessing Enatoh (LG Nord Berlin)                                                         | 1,83 m         |
| Stabhochsprung          | Anjuli Knäsche (LG Leinfelden-Echterdingen)                                             | 4,45 m      | Clara Rentz (LT DSHS Köln)                                           | 4,10 m      | nicht vergeben                                                                           | nicht vergeben |
| Stabhochsprung          | Anjuli Knäsche (LG Leinfelden-Echterdingen)                                             | 4,45 m      | Chiara Sistermann (TSV Gräfelfing)                                   | 4,10 m      | nicht vergeben                                                                           | nicht vergeben |
| Weitsprung              | Malaika Mihambo (LG Kurpfalz)                                                           | 6,66 m      | Maryse Luzolo (Königsteiner LV)                                      | 6,49 m      | Mikaelle Assani (SCL Heel Baden-Baden)                                                   | 6,41 m         |
| Dreisprung              | Kira Wittmann (LG Göttingen)                                                            | 14,08 m     | Maria Purtsa (LAC Erdgas Chemnitz)                                   | 13,84 m     | Kristin Gierisch (TSV Bayer 04 Leverkusen)                                               | 13,80 m        |
| Kugelstoßen             | Sara Gambetta (SV Halle)                                                                | 18,38 m     | Katharina Maisch (LV 90 Erzgebirge)                                  | 17,88 m     | Julia Ritter (TV Wattenscheid 01)                                                        | 17,78 m        |
| Fünfkampf               | Laura Voß (LAZ Soest)                                                                   | 4146 Punkte | Anna-Lena Obermaier (LG Telis Finanz Regensburg)                     | 4119 Punkte | Janina Lange (Eintracht Frankfurt)                                                       | 4116 Punkte    |
| Diskuswurf (Winterwurf) | Shanice Craft (SV Halle)                                                                | 63,27 m     | Antonia Kinzel (MTG Mannheim)                                        | 59,60 m     | Marike Steinacker (TSV Bayer 04 Leverkusen)                                              | 59,46 m        |
| Hammerwurf (Winterwurf) | Samantha Borutta (Eintracht Frankfurt)                                                  | 66,59 m     | Michelle Döpke (TSV Bayer 04 Leverkusen)                             | 66,26 m     | Carolin Paesler (TSV Bayer 04 Leverkusen)                                                | 64,55 m        |
| Speerwurf (Winterwurf)  | Jana Marie Lowka (Eintracht Frankfurt)                                                  | 53,82 m     | Leonie Tröger (Hallesche Leichtathletik-Freunde)                     | 52,58 m     | Dana Bergrath (TSV Bayer 04 Leverkusen)                                                  | 51,97 m        |